# Noemí Gerstein
Noemí Gerstein (Buenos Aires, 10 de noviembre de 1908-Buenos Aires, 14 de junio de 1996) fue una escultora, dibujante y artista plástica argentina.

## Carrera
En 1934 se inició en la escultura con el maestro Alfredo Bigatti. Viajó a París (Francia), donde realizó cursos de litografía en la Academia de Bellas Artes y en la Academia de la Grande Chaumiére, donde trabajó bajo la dirección del artista ruso Ossip Zadkine (1890-1967). Posteriormente estudió en la Escuela Nacional de Arte.
En 1975 fue la primera mujer nombrada «miembro de número» de la Academia Nacional de Bellas Artes. Participó de numerosas muestras individuales y colectivas nacionales e internacionales. Artista invitada en exposiciones realizadas en Europa, en el Museo de Arte Moderno (Nueva York, 1967), en la Bienal de Escultura al aire libre Middleheim (en Amberes, 1970) y en la Bienal de Venecia (Italia, 1956, 1962 y 1964).
Sus obras se exhibieron en importantes salas y museos internacionales, como Jerusalén (Israel), Alemania y Francia. Otras fueron Art Gallery International, Galería Rubbers, Museo Provincial de Bellas Artes "Rosa Galisteo de Rodríguez", Galería El Triángulo, Galería Vermeer y la Galería Guernica, entre otros.
Trabajó con todo tipo de materiales como mármol, piedra, alabastro, bronce y cemento, pero fue con el hierro, el latón y otros materiales industriales con los que encontró un estímulo mayor. Fue una de las figuras representativas del constructivismo, del informalismo y de la geometría.
En 1969, el Estado de Israel la nominó entre las doce personalidades artísticas más importante del mundo.

## Obras destacadas
- Monumento al prisionero político desconocido (1953), que la consagró en Londres en la Tate Gallery.
- Madre e hijo (1953).
- Maternidad (1954).
- La familia (en ocasiones llamada "El oráculo") (1960).[6]
- El samurái (1961).
- Los amantes (1961).
- Nacimiento (1961).
- Goliath (1961-62).
- Meteorito (1969).
- Achiras (1973).
- L’Art et L’Homme (1974).
- Seoane Músicos
- Milagro de la vida
- Seres híbridos (1978).

## Galardones
- Medallas de Plata en exposiciones de Bruselas y el Senado de la Nación (1957).
- Premio del Instituto Di Tella (PK) (1962).
- Premio del Fondo Nacional de las Artes (PK) (1972, 1980 y 1990).[7]
- Premio Konex de Platino en Artes visuales (1982).[8]
- Diploma al Mérito en Artes Visuales (1982).[9]

## Homenajes
El director Alberto Worcel realizó un cortometraje documental sobre la artista plástica y sus obras, entre ellas la obra escultórica en la reja de la Galería Santa Fe. Fue realizado con el registro de imágenes en movimiento, música incidental y relato en off, incluyendo el testimonio de Gerstein.